# Khamār-e Qalandarān
Khamār-e Qalandarān (persiska: خمار قلندران, خمار, Khamār, خمر قلندران) är en ort i Iran.   Den ligger i provinsen Hormozgan, i den södra delen av landet, 1 000 km söder om huvudstaden Teheran. Khamār-e Qalandarān ligger 332 meter över havet och antalet invånare är 118.
Terrängen runt Khamār-e Qalandarān är kuperad åt nordväst, men åt sydost är den platt.Runt Khamār-e Qalandarān är det glesbefolkat, med 11 invånare per kvadratkilometer. Närmaste större samhälle är Gachūyeh, 7,1 km söder om Khamār-e Qalandarān. Trakten runt Khamār-e Qalandarān är ofruktbar med lite eller ingen växtlighet.